# Кузнецово (Юдинский сельсовет, Великоустюгский район)
Кузнецово — деревня в Великоустюгском районе Вологодской области.
Входит в состав Юдинского сельского поселения, с точки зрения административно-территориального деления — в Юдинский сельсовет.
Расстояние по автодороге до районного центра Великого Устюга — 22 км, до центра муниципального образования Юдино — 23 км. Ближайшие населённые пункты — Рогозинино, Сулинская, Фёдоровская, Коншево.
По данным переписи в 2002 году постоянного населения не было.